# サケツバタケ
サケツバタケ（裂鍔茸、学名: Stropharia rugosoannulata）はハラタケ目モエギタケ科のモエギタケ属に分類される中型から大型のキノコの一種である。柄の上部に、星形に裂ける厚いツバをもつのが特徴。

## 名称
和名の由来は、柄のなかほどに残った内被膜のなごりであるツバが、星状に裂けることにちなんで与えられた。かつて、日本ではオオウラムラサキ（Stropharia ferrii）の和名・学名が当てられたこともあるが、この和名は定着せず、S. ferrii の学名も、先名権の原則から今日では異名とされている。食用としての利用が、日本ではあまり盛んではなかったのを反映してか、方言名もあまり多くはない。秋田県下の一部では、「ドッコイモタシ」の名で呼ばれているという。
種小名の rugosoannulata は「しわを有する輪」を意味するラテン語で、本種のつばの形質を表現したものである。
英語圏ではwine-cap strophariaあるいはburgundy mushroom、またはking strophariaなどの名で知られている。大形・剛直で人目を引く子実体を形成することからゴジラダケ（godzilla mushroom）と呼ばれることもある。

## 分布
日本・ヨーロッパ・中国および北米から記録されている。オーストラリアおよびニュージーランドからも見出されているが、これは帰化したものではないかと言われている。日本では、北海道から沖縄県にまで普通に産する。
タイプ標本は、北米（マサチューセッツ州ニュートン）産のものである。また、日本での最初の記録は、北海道の野幌近郊および亀田郡大野村（現在の北斗市）から得られた標本に基づく。

## 生態
腐生菌（腐生性）。春から秋にかけて、雑木林の湿った林縁、有機質（腐植質）に富んだ路傍や草地、牧草地、畑、草食動物（ウマ・ウシなど）の糞上などに単生、または群生する。特に雨上がりの翌日から数日の間に発生する。公園では、撒かれたウッドチップ上によく生える。梅雨時に多く発生する。
代表的な腐生菌の一種であるが、いっぽうで線虫捕食菌としての側面も持ち、土壌中に生息する線虫類（たとえばPanagrellus redivivus）を捕捉し、窒素源として資化する能力があるといわれる。すなわちアカンソサイト（Acanthocyte）と呼ばれる特殊な細胞（ゆがんだ球状をなし、表面は粗い棘状突起におおわれる）を形成し、これに触れた線虫を麻痺させて捕らえるという。

## 形態
子実体は傘と柄からなり、全体の高さ20センチメートル (cm) 程度に達することがある。傘は径7 - 15センチメートル (cm) ほどになり、半球形（丸山形）からまんじゅう形になり、のちのほとんど平らに開く。傘の表面は、湿った時には粘性があるが乾きやすく、紫褐色から赤褐色あるいは薄い褐色になり、放射状の微細な繊維紋を生じるか、もしくは微細で不明瞭な鱗片をこうむることがある。肉は白色で厚くて堅くしまっており、傷つけても変色せず、味・においともに温和である。ヒダは密で柄に直生ないし上生し、幼時は白色から黄白色であるが、次第に灰紫色を帯び、成熟すれば暗紫灰色となるが、縁は白粉状をなす。
柄は中実、ほぼ上下同大あるいは基部がやや太く、長さ9 - 15 cm、径 0.8 - 1.5 cm程度。柄の表面は絹状の光沢があり、白色ないし淡い黄褐色を呈し、ほとんど平滑あるいは縦に走る繊維紋をあらわし、上方にツバを備えるが脱落しやすい。ツバは厚い膜質で黄白色または淡黄褐色を帯び、放射状（星形）に深く裂けて先端が上向きに巻くのが特徴である。ツバの上面は放射状に配列した深いしわを生じるとともに、ひだから落下した胞子によって暗紫色に汚れることが多い。
胞子紋は暗紫色を呈し、胞子は楕円形で平滑・厚壁、一端に明瞭な発芽孔を備える。シスチジアは通常はひだの側面にも縁にも存在するが、ときにほとんどこれを欠くこともあり、こん棒状ないし紡錘状あるいはアンプル状を呈し、しばしば先端に短い突起を備え、無色・薄壁、内部には強アルカリ（水酸化カリウムまたは水酸化アンモニウムなど）で黄色く染まる不定形の内容物を含む（これをクリソシスチジアと呼ぶ）。かさの表皮は、赤褐色ないし暗褐色の内容物を含んだ匍匐性の細い菌糸（隔壁部にかすがい連結を有する）からなり、その上にゼラチン化した薄い層がある。

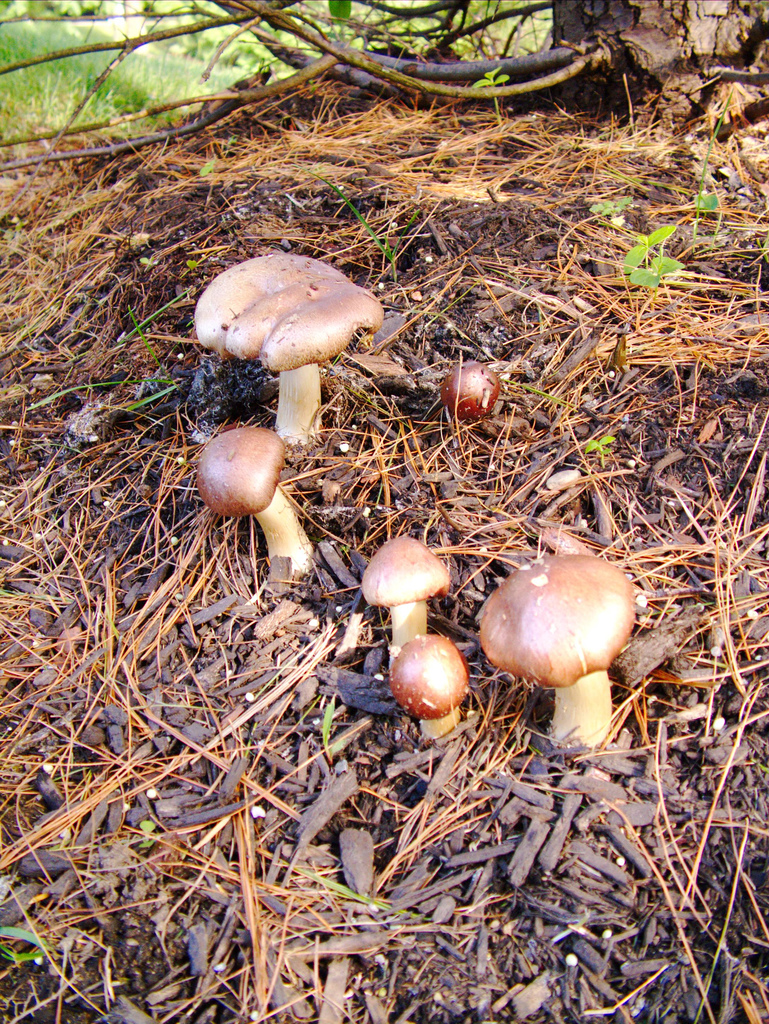
林床に生えたサケツバタケ
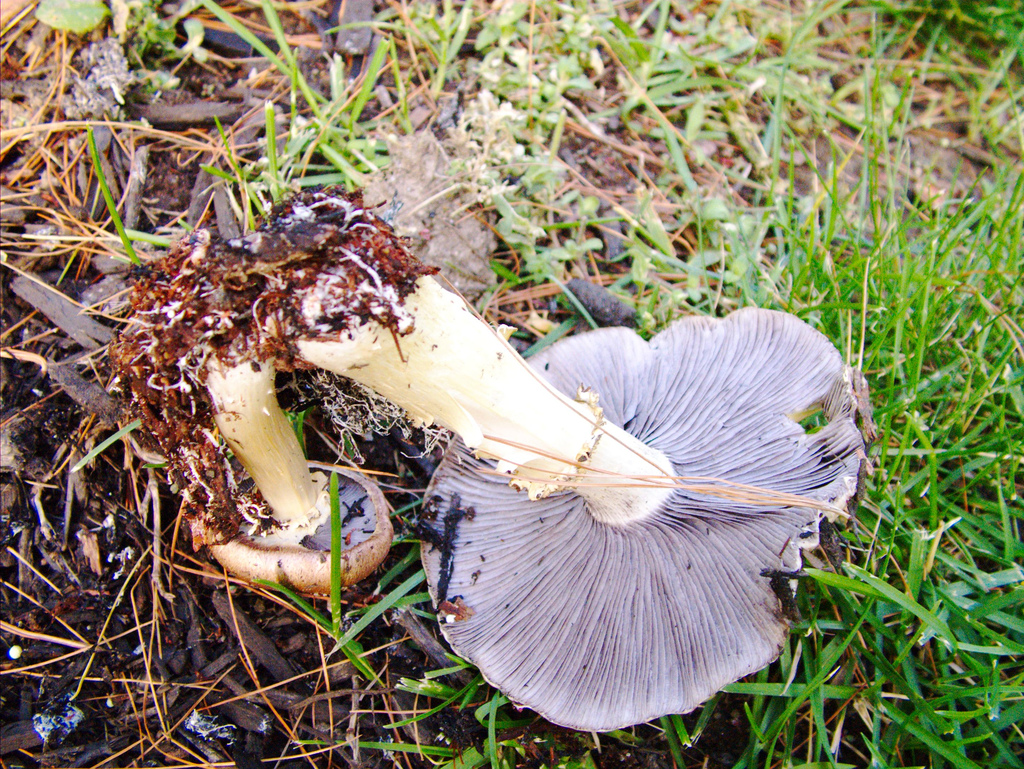
灰紫を帯びたヒダ
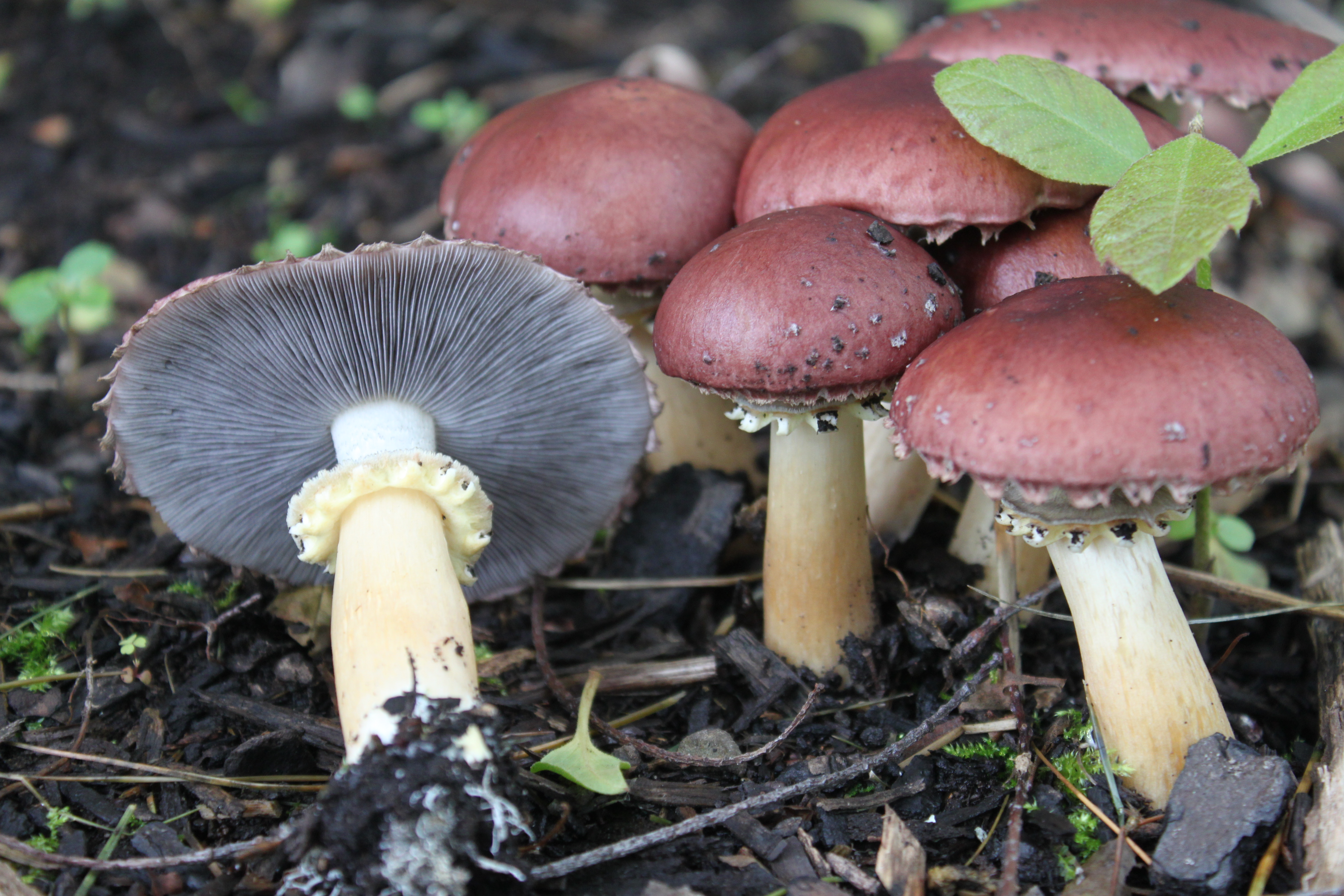
成熟するとヒダは暗灰紫色
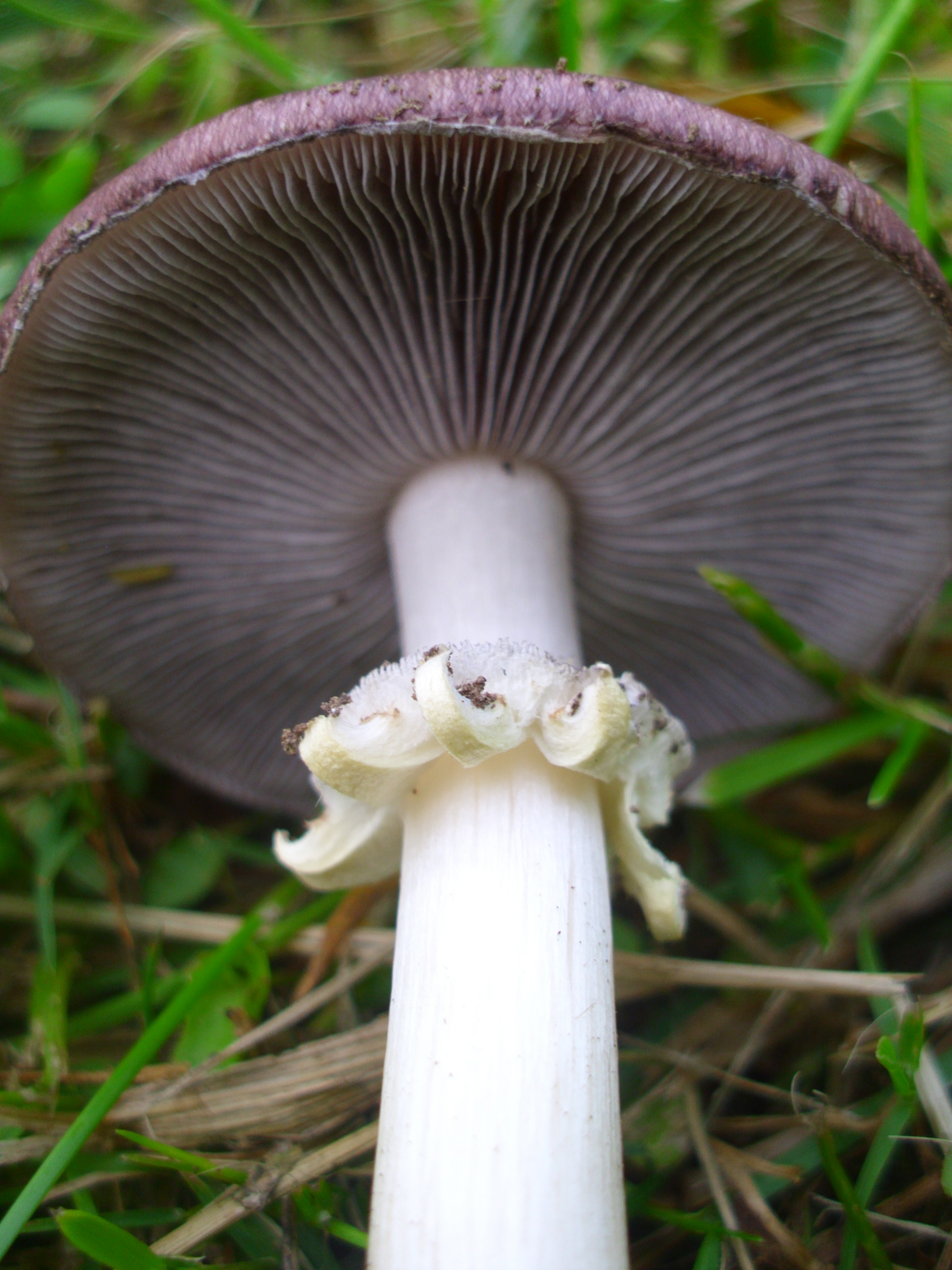
柄のツバが放射状（星状）に裂ける
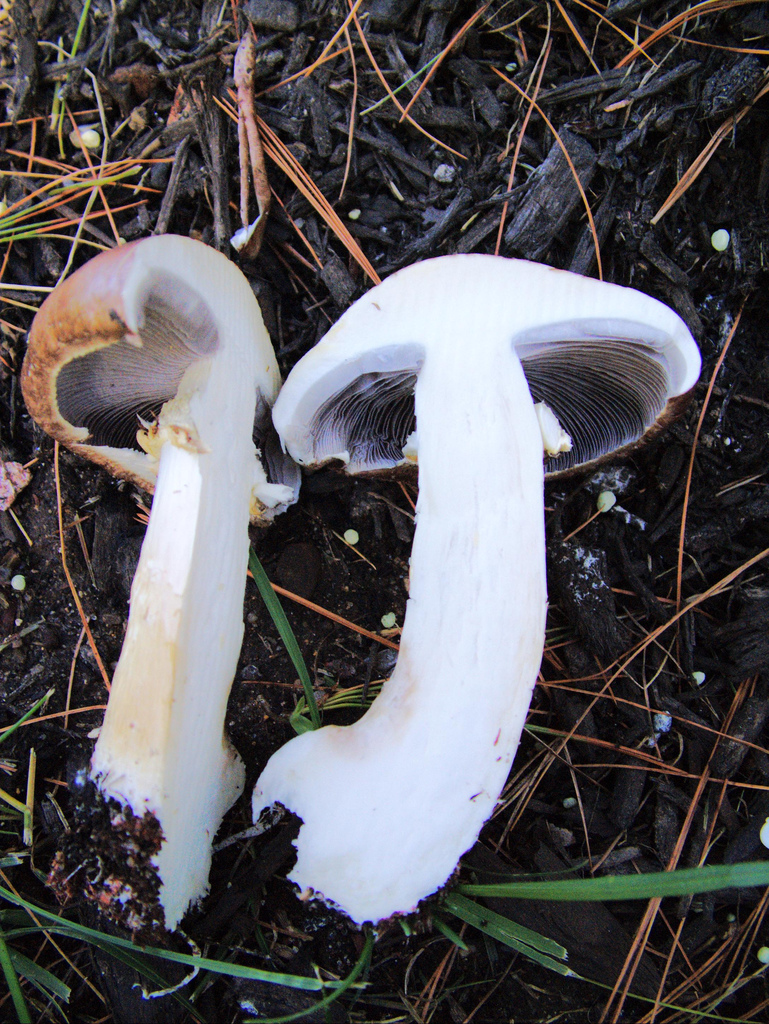
断面。肉は白色で、柄は中実。

## 類似種
日本では、傘の表面が黄褐色を呈し、胞子がやや小さいものを一品種キサケツバタケ（f. lutea）として区別しているが、欧米では単なる変異型として扱う研究者が多い。サケツバタケと同様の環境下には、コシワツバタケ（Stropharia coronilla）もときおり発生するが、後者ははるかに小形（かさの径5-6cm程度）で胞子もずっと小さく、つばが星状に裂けない点で簡単に区別することができる。また、積み重ねられた木屑などの上にはフミヅキタケ（Agrocybe praecox f. praecox）もよく発生し、ときにはサケツバタケと同時に混ざり合って見出されることがあるが、後者はかさがくすんだクリーム色を呈し、つばは星状に裂けることはなく、胞子紋が黄褐色であることで異なる。また、かさの表皮構造においても相違がみられる（フミヅキタケでは、逆フラスコ状ないし電球状の薄壁細胞が並列した柵状被ないし細胞状被の構造を有している）。

## 食・毒性
優秀な食用キノコの一つで、味がよく、ずっしりした歯ごたえがあり、クセのないと評価されている。ヒダが淡い紫色から濃紺になるため、気持ち悪く思う向きや美味しそうには見えないが、さっぱりとして口当たりの良いキノコとして定評がある。火を通すとコクが出るが、生長したものがクセが強く出過ぎることもある。そのまま使うと料理が黒っぽくなるので、胞子を洗い流してから調理する方がよいという。
欧米では、バターソテーとしたり、そのまま焼いて食べるのが美味であるという。和風料理では、下処理をしてからすまし汁、味噌汁の具、天ぷら、油炒め、すき焼き、和え物など幅広く料理に利用できる。また、日本の菌学書では、和風の煮つけなどに用いてもよいという。

## 栽培
バーク堆肥を主材とし、これにフスマを加えたものを培地とし、これをポリプロピレン製の袋に詰めて用いる。堆肥とフスマとの混合比率はおおむね8対2程度とし、最終的な培地の含水率が60パーセント程度になるように水を加え、袋に詰めた後に高圧滅菌する。滅菌に要する時間は、2500 cc容のポリプロピレン袋に詰めた培地に対し、培地の温度が120℃となってから1－2時間程度がめやすとなり、培地が所定の温度になるのに要する時間や蒸らし時間、あるいは脱気・放冷時間をも含めれば、作業の所要時間は5時間ないし7時間ほどかかる。
培地がじゅうぶんに冷めた後、培地の上面から底近くにまで達するように、径3 - 4 cmの孔を2 - 3本開ける。この孔が満たされると同時に培地の表面がおおわれるように注意しながら、種菌を均等に散布する。作業は無菌的に行う必要がある。種菌の接種が終了した袋は、口を折り返してステープルまたはシーラーで封じ、菌糸が生長するのに適した環境（気温20 - 30℃、関係湿度65 - 70%）のもとで静置・培養を行い、菌の蔓延をはかる。培養期間は、上記の環境下では60 - 90日程度がめやすとなる。
培地の上面・側面が、白い菌糸でむらなくおおわれるのを見計らって、林床への伏せ込みを行う。伏せ込み場所としては、広葉樹林内の平坦地ないし緩傾斜地で、排水のよい場所が最適ではあるが、アカマツやスギなどからなる針葉樹林でも、管理さえじゅうぶんに行き届くのであればさしつかえない。直射日光が差し込んだり、通風がよすぎたりする場所は避け、下草が繁茂しているようであれば、あらかじめ刈り払っておく。平らにならした伏せ込み場所を、レーキなどを用いて深さ5cm程度に掘り下げた後、じゅうぶんに菌糸を蔓延させておいた培地塊（菌床と呼ばれる）を互いに接触しない程度の間隔を保ちながら並べていく。ついで、菌床が半分ほど埋没するように土で埋め戻し、さらに被覆材（たとえば広葉樹およびマツなどの枯れ葉・バーク堆肥、あるいはシイタケ栽培用の原木の廃材など）を3 cm程度の厚みにかける。
伏せ込み作業が終了した後は、菌床の乾燥の程度に応じて適度に散水し、子実体の発生を待つ。被覆材も適宜に補充し、菌床が露出しないように留意する。発生したサケツバタケは、傘が完全に開かず、ヒダが黒紫色に変色しない程度の若い時期に収穫することが大切である。
3 - 5月に培地調製と種菌接種を行い、5 - 8月にかけて菌糸の蔓延をはかってから伏せ込み作業を完了すれば、9月上旬ごろから順次にサケツバタケの発生が始まる。収穫量は、おおむね、培地の重量の40%程度であるとされている。なお、9月に発生を開始させた場合、その年の秋に全収穫量の9割が発生し、翌年の5 - 6月に残りの1割が発生するというのがおおよその目安となる。秋と春とに収穫を終えた菌床は、それ以降の発生はほとんど期待できない。